# 铜录山站
铜录山站，又名铜绿山站，是位于中国湖北省黄石市大冶市的一个火车站，坐落于铜录山镇北侧，在铜大铁路（铜录山线）上，站场中心位于K0+849处。车站曾是武九铁路的前身武大铁路事实上的终点站，当时车站中心里程位于铁路K122+317处，曾在下行方向有通往大广山矿的铁路（即铜大铁路），后停用，今已拆除。车站有股道4条，其中正线1条，到发线2条，1条归属铜绿山铜矿。车站主要负责铜绿山铜矿与大冶钢铁厂的货物运输。